# ROSA
ROSA – dansk rock samråd er en af fire danske genreorganisationer. De andre genreorganisationer er Tempi, Art Music Denmark og Jazz Danmark. ROSA er en selvejende institution og holder til på Godsbanen i Århus.
ROSAs formål er at:
- støtte dansk electronica, pop- og rockmusik – og beslægtede genrer – via midler fra musikloven.
- bistå offentlige myndigheder i kultur- og musikpolitiske spørgsmål af betydning for den rytmiske musik.
- støtte udviklingen og udbredelsen af dansk rockmusik i Danmark og udlandet.
- Uddele national og international transportstøtte.

## ROSA Projekter
Gennem årene har ROSA afviklet mange forskellige arrangementer og projekter. Nedenfor er listet de aktuelle projekter anno 2025
- SOLO - Sammen Om Live Oplevelsen
- E-Tur
- Musikhjælp Scenesetup
- Kunst & Kultur i Balance
- #YouCanAlsoBeA Producer/Songwriter workshops
- NEUSTART

## Ekstern henvisning
- ROSA – Dansk Rock Samråd Arkiveret 4. juni 2008 hos  Wayback Machine